# Diaphoropeza braueri
Diaphoropeza braueri är en tvåvingeart som först beskrevs av Samuel Wendell Williston  1896.  Diaphoropeza braueri ingår i släktet Diaphoropeza och familjen parasitflugor. Inga underarter finns listade i Catalogue of Life.